# Noda, Chiba
Noda (野田市 Noda-shi) là một thành phố thuộc tỉnh Chiba, Nhật Bản.